# Vênus de Milo
A Vênus de Milo(pt-BR) ou Vénus de Milo(pt-PT?) é uma estátua da Grécia Antiga pertencente ao acervo do Museu do Louvre, situado em Paris, França.
A história de sua descoberta em 1820 na ilha de Milo, então parte do Império Otomano, e a forma como perdeu os braços foram narradas pelas fontes primitivas em versões contraditórias que nunca puderam ser de todo esclarecidas, mas depois de sua aquisição pela França foi imediatamente exposta no Louvre, oficialmente como uma obra-prima da prestigiosa geração clássica e atribuída ao círculo de Praxíteles, tornando-se uma celebridade instantânea e um motivo de orgulho nacionalista. Mas logo se criou uma polêmica, pois segundo alguns eruditos havia evidências para se acreditar que de fato fora produzida no período helenístico, na época desprezado como uma fase decadente na tradição artística grega, e esta possibilidade não interessava politicamente ao governo francês. O debate se estendeu por muito tempo, mas mesmo assim seu valor estético não foi posto em séria dúvida, sendo elogiada em altos termos por muitos artistas e intelectuais e mesmo pelo público leigo. Foi copiada muitas vezes e divulgada em gravuras e outros meios de larga circulação ao longo de todo o século XIX.
Como poucas obras da Antiguidade, a Vênus de Milo sobreviveu relativamente incólume à crítica romântica e modernista, vendo sua fama crescer continuamente. Tem sido objeto de muitos estudos especializados e adquiriu o status de ícone popular, reproduzida vezes incontáveis como estatueta, em estampas, filmes, literatura, souvenirs turísticos e outros itens para o consumo de massa. É hoje uma das estátuas antigas mais conhecidas do mundo. Sua autoria e datação permanecem controversas, mas formou-se um consenso de que seja realmente uma obra helenística que, no entanto, recupera elementos clássicos, atribuída a Alexandre de Antioquia. Apesar de modernamente ser descrita como uma representação de Vênus, deusa da beleza e do amor, tampouco essa identificação é absolutamente segura.

## Descrição

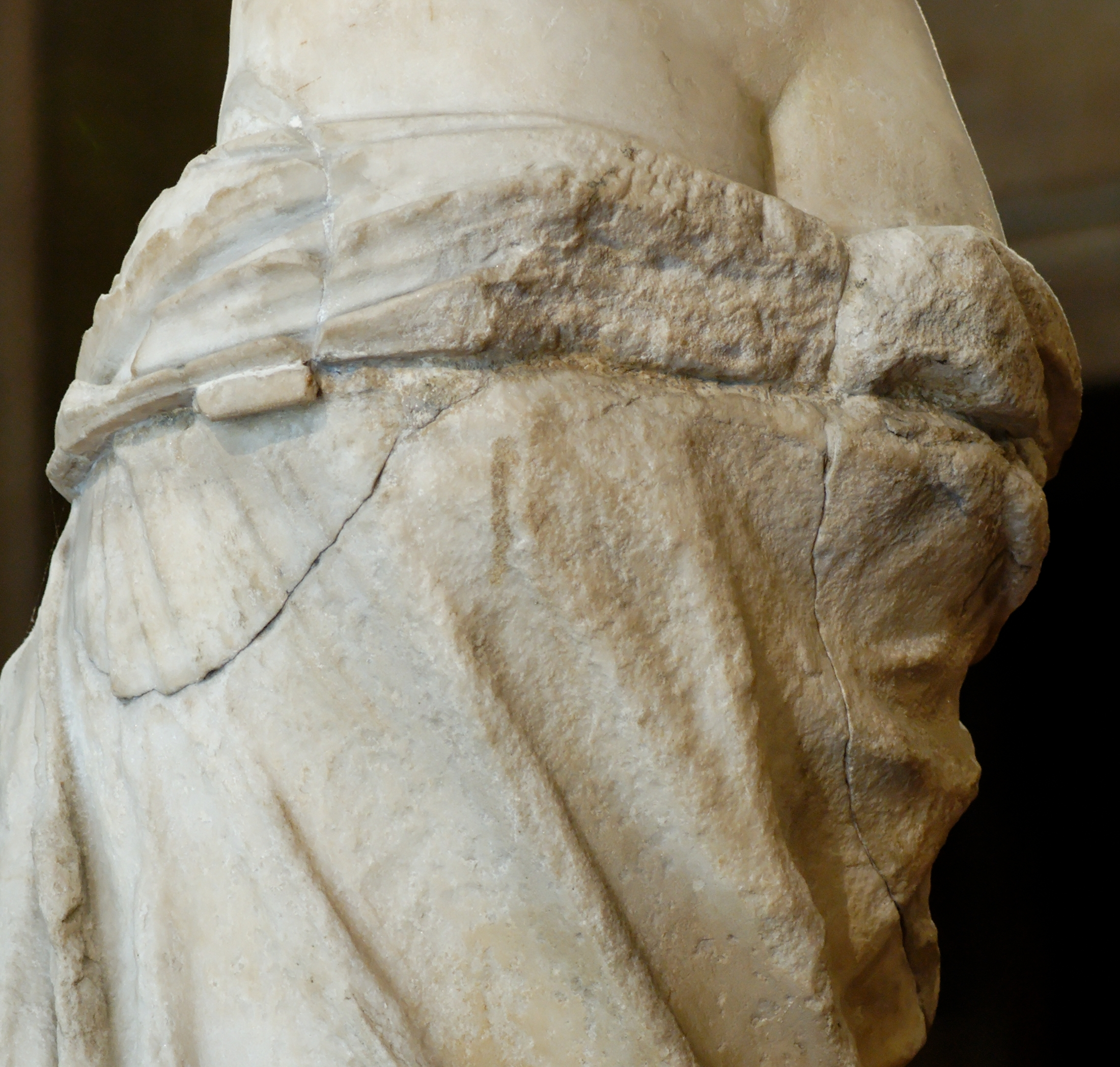
Detalhe da parte traseira, mostrando a rusticidade do acabamento

A obra, de 2,02 m de altura, é composta basicamente de dois grandes segmentos de mármore de Paros, com várias outras partes menores trabalhadas em separado e ligadas entre si por grampos de ferro, uma técnica comum entre os gregos antigos. A deusa usava joias de metal — braçadeira, brincos e tiara — presumidas pela existência de orifícios de fixação. Pode ter tido outros adereços, e sua superfície pode ter recebido pintura, que entretanto não deixou traços. A figura está ereta e permanece nua até o quadril, enquanto os membros inferiores se ocultam sob um manto ricamente pregueado que explora efeitos de luz e sombra. Tem sua perna esquerda elevada, levemente fletida e projetada à frente, enquanto o seu peso descansa sobre a perna direita, provocando uma leve curvatura no torso. Seus cabelos, longos e ondulados, são divididos ao meio e recolhidos por trás para formar um coque. Sua face, cuja suavidade de feições tem sido muito admirada, esboça um leve sorriso. Faltam-lhe ambos os braços e o pé esquerdo. Seu acabamento é desigual, sendo mais refinado na frente do que na parte traseira, uma prática comum quando as estátuas deveriam ser instaladas em nichos, como ela foi.

## Descoberta
A história da sua descoberta e aquisição não é clara, e circularam muitas versões que discordam em vários detalhes importantes, tanto que já foi dito ironicamente que se gastou mais tinta tentando elucidar essa controvérsia do que derramou-se sangue por Helena de Troia. Segundo Marianne Hamiaux, a escultura foi desenterrada em 8 de abril de 1820 pelo camponês Yorgos Kentrotas, perto da cidade antiga da ilha de Milo (também conhecida como Milos ou Melos), no mar Egeu, então parte do Império Otomano. Kentrotas estava procurando pedras para construir um muro em torno do seu campo. Por acaso, um cadete naval francês, Olivier Voutier, estava com ele. Aficcionado pela arqueologia, Voutier incentivou Kentrotas a continuar a cavar, conforme deixou registrado:

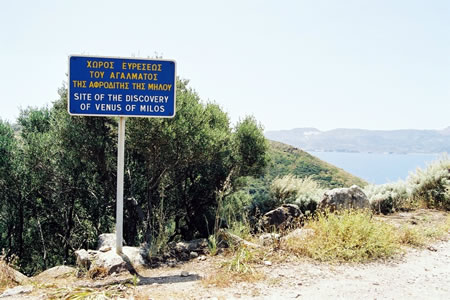
Uma placa em Milo assinala o local da descoberta

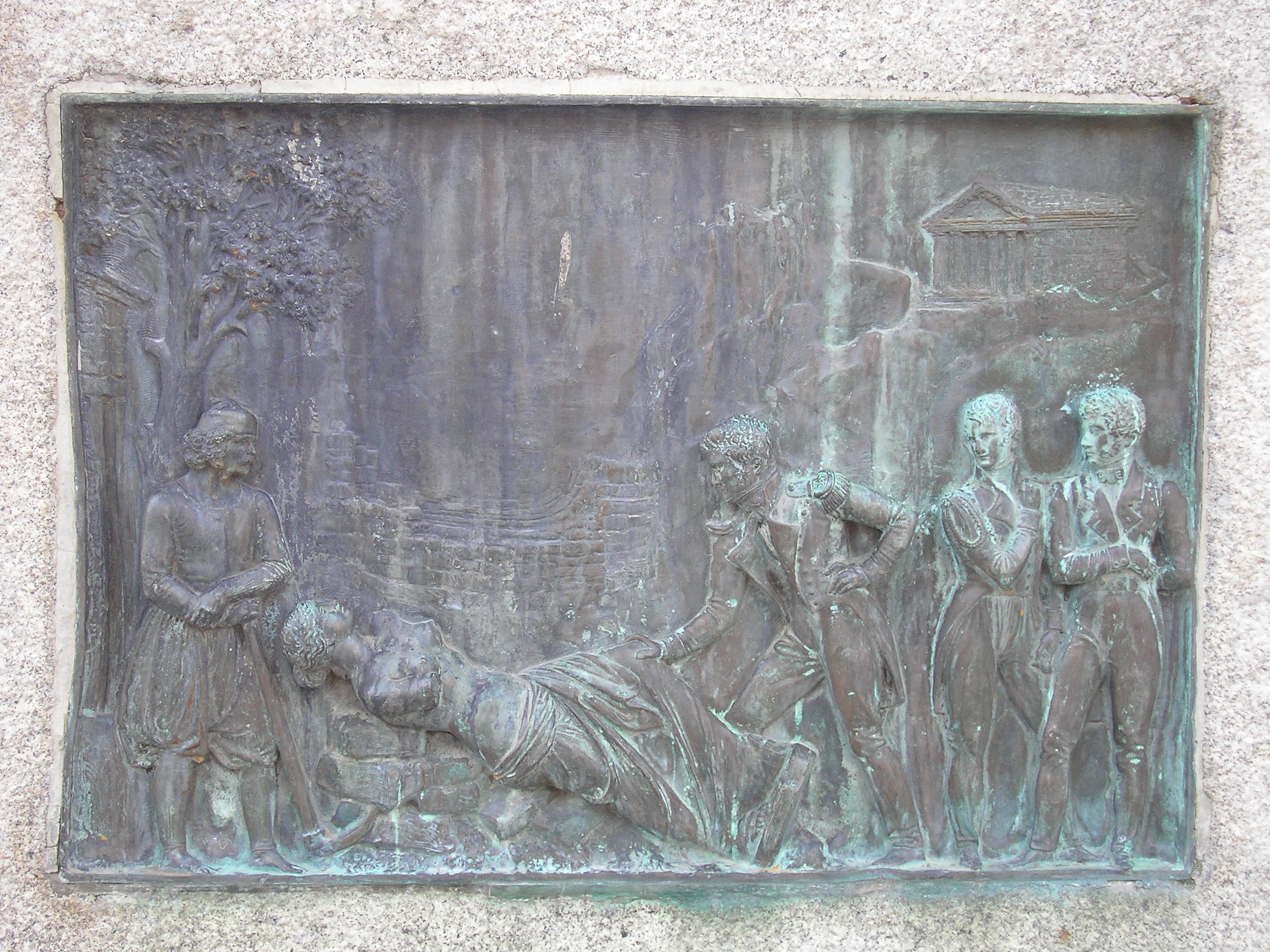
Relevo de Dominique Molknecht, 1844, comemorando a descoberta da estátua

"Um camponês estava retirando pedras das ruínas de uma capela soterrada. Vendo-o parar e olhar para o fundo do buraco, fui até ele. Havia desenterrado a parte superior de uma estátua em muito boas condições. Ofereci-lhe pagamento para que continuasse a escavação. E, de fato, logo ele encontrou a parte inferior, mas ela não encaixava na outra. Depois de buscar com mais cuidado, ele encontrou a peça central".
Louis Brest, vice-cônsul da França em Milo, alertado sobre o achado, fez com que as escavações prosseguissem, surgindo mais fragmentos, entre eles uma mão segurando uma maçã, três blocos com inscrições e dois pilares de hermas. Entrementes, Brest referiu a descoberta a dois outros oficiais visitantes, Jules Dumont d'Urville e o tenente Matterer, que também viram a estátua in situ. D'Urville também deixou um relato:
"A estátua estava em dois pedaços, firmemente mantidos juntos por grampos de ferro. O camponês grego, temeroso de perder o fruto de seu trabalho, havia escondido a parte superior em um estábulo, junto com duas estátuas de Hermes. A outra metade ainda estava em seu nicho. Medi as duas partes separadamente; a estátua mede aproximadamente seis pés de altura; é a representação de uma mulher nua, segurando uma maçã em sua mão esquerda elevada, enquanto que a mão direita segura suas vestes cuidadosamente drapejadas, que caem das ancas até os pés; ambos os braços estavam danificados e, na verdade, estavam destacados do corpo. O único pé visível está descalço; as orelhas estão perfuradas e devem ter sido adornadas com brincos. Todas essas características sugerem que a imagem seja de Vênus no julgamento de Páris; mas, neste caso, onde estarão Juno, Minerva e o belo pastor?".
Voutier pressionava o cônsul para o governo francês comprar a estátua, mas como as negociações se demoravam, Kentrotas a ofereceu a um padre do local, que por sua vez pretendeu presentear com ela um potentado turco. D'Urville informou Charles François de Riffardeau, marquês de Rivière e embaixador da França junto à Sublime Porta, que enviou para a ilha um secretário da embaixada, o visconde Charles de Marcellus, um experimentado antiquário, para assegurar a posse da preciosidade para a França. Marcellus chegou no porto de Milo no exato momento em que a estátua estava sendo embarcada em um navio com destino a Constantinopla para ser entregue ao turco. Após delicadas negociações, foi comprada em nome do Marquês de Rivière.
A Vênus foi então embarcada no navio francês e seguiu para Constantinopla, onde foi entregue para Rivière e mantida oculta dos oficiais turcos. Rivière coincidentemente fora chamado para um novo cargo em Paris, levando-a consigo, não sem passar novamente por Milo para averiguar se não haveria outras relíquias à venda. Chegando em Marselha em 1 de dezembro de 1820, entregou a carga para o enviado dos Museus Reais, que a despachou para Paris junto com outros fragmentos. Em 1821 Rivière finalmente a ofereceu ao rei Luís XVIII, que então a doou para o Museu do Louvre.

## Identificação
Vários eruditos se debruçaram sobre o problema de sua identidade, mas influências do contexto político da época tiveram um peso nessa questão. A França fora obrigada a devolver várias relíquias da Antiguidade que Napoleão Bonaparte confiscara em suas campanhas de conquista pela Europa, e por isso a aquisição da Vênus imediatamente concentrou todas as atenções oficiais. Era preciso reafirmar o seu valor artístico, para compensar a devolução forçada de preciosidades como o Apolo Belvedere, a Vênus de Médici e o Grupo de Laocoonte, e para competir com a Inglaterra, que havia recentemente adquirido os monumentais Mármores de Elgin, de Fídias. Formou-se um consenso de que a peça era uma grande obra-prima, mas a determinação de sua origem na verdade se revelou problemática e, em parte, decepcionante.

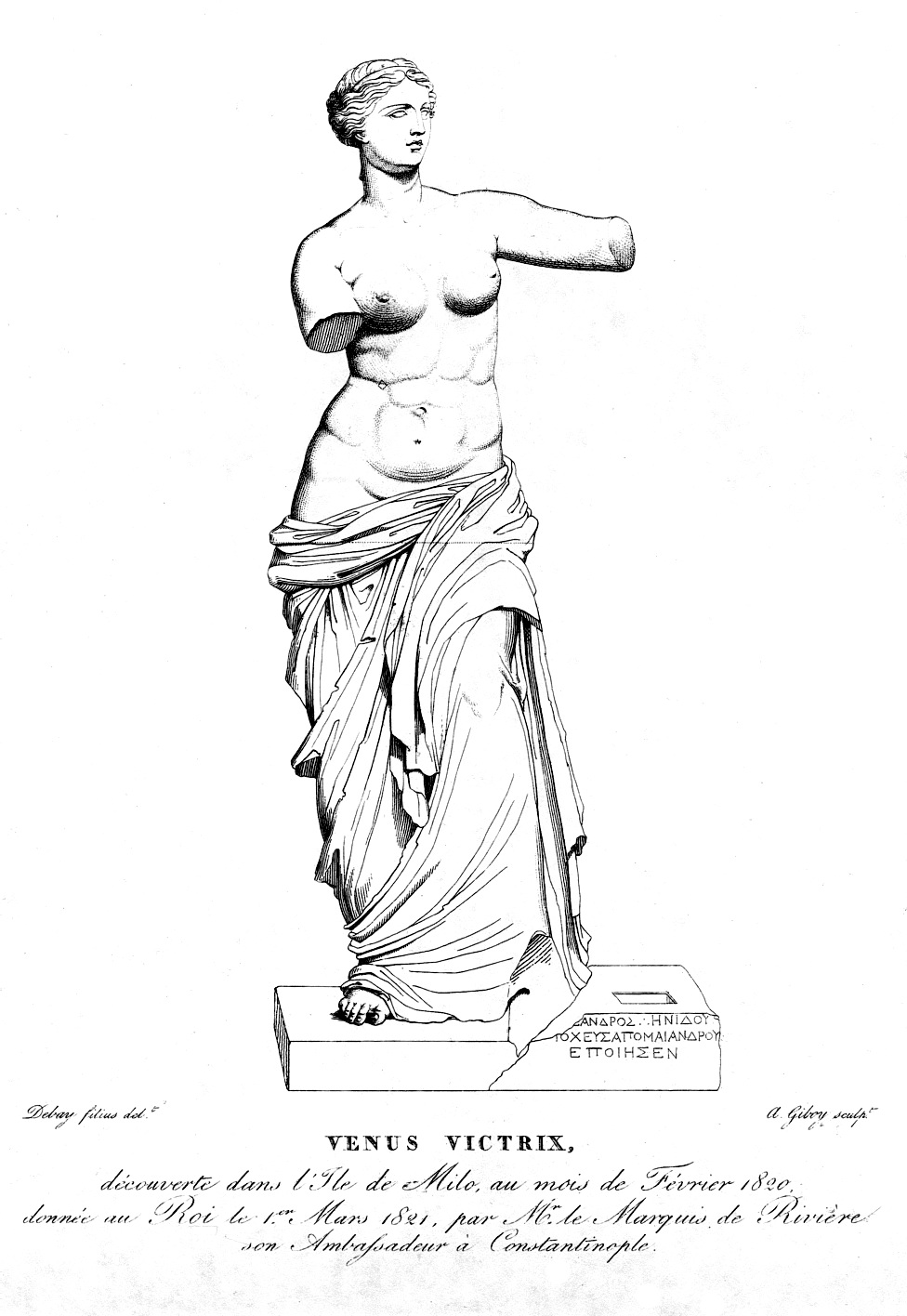
Desenho de 1821 mostrando a Vênus com parte de um braço e o bloco com inscrições

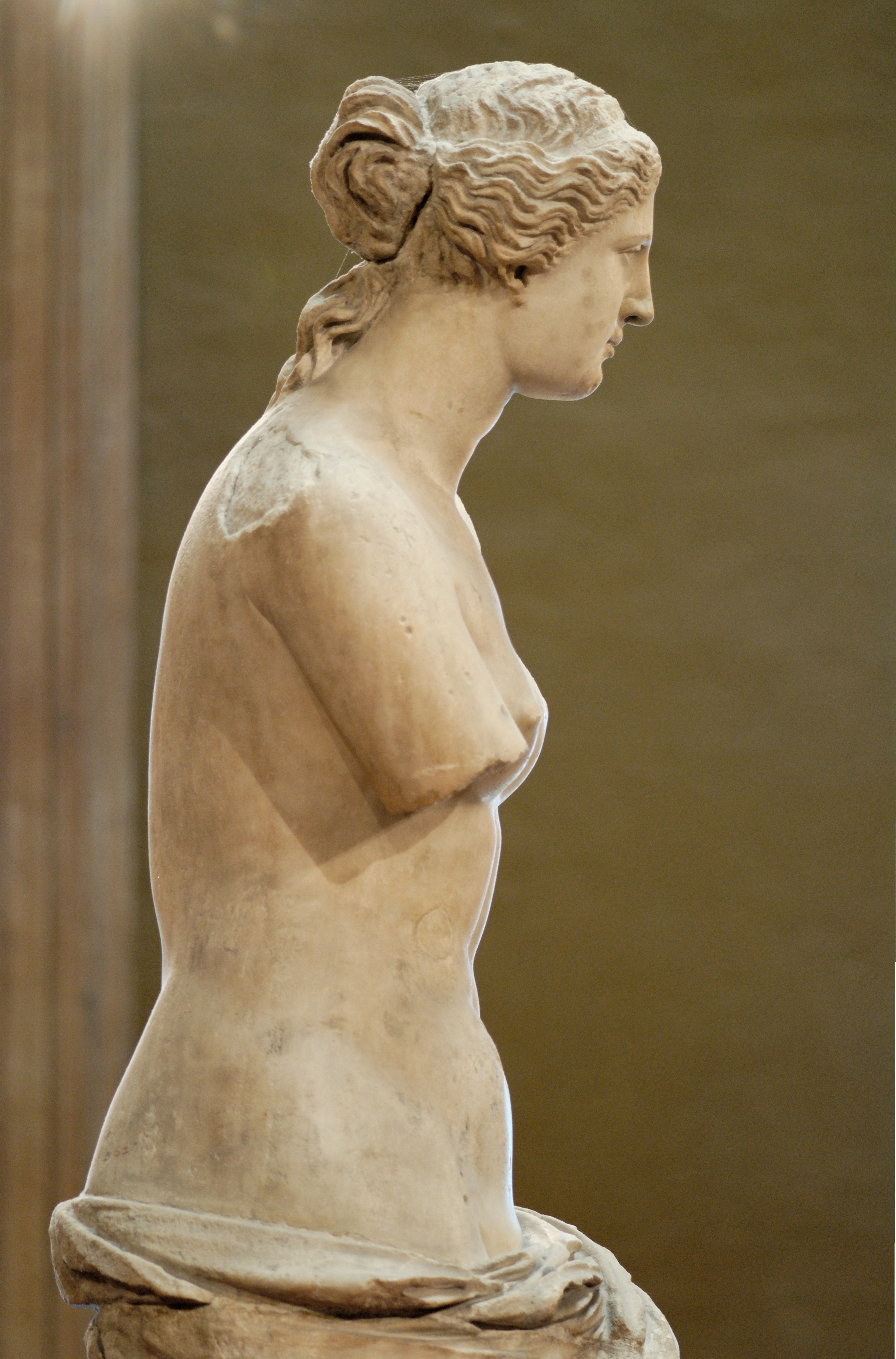
Perfil da Vênus

A própria incompletude da estátua abria caminho para numerosas conjeturas a respeito de sua postura original e da ação em que estaria engajada, o que poderia identificar o episódio do mito que a composição ilustra, tornando claro o significado da obra. Quatremère de Quincy, secretário permanente do Instituto de Belas Artes, rejeitou a mão com a maçã por considerá-la de acabamento tosco e incompatível com o restante, e viu a deusa como uma Venus Victrix (Vênus Vitoriosa), atribuindo sua autoria ao círculo de Praxíteles, datando-a em meados do século IV a.C., mas Éméric-David, eminente historiador de arte, aceitou a mão, identificando-a como a Vênus do concurso de beleza julgado por Páris, e considerou uma origem um pouco mais antiga, colocando-a como uma intermediária entre as escolas de Fídias e Praxíteles. O conde Frédéric de Clarac, curador de Antiguidades do Louvre, por seu turno, aceitou que um dos blocos inscritos que haviam sido encontrados com ela de fato pertencia à estátua.
Na inscrição lia-se: "-ανδρος Μηνίδου / [Ἀντ]ιοχεὑς ἀπὸ Μαιάνδρου / ἐποίησεν", que significa "(Alex)-andros (ou Ages-andros), filho de Mênides, de Antioquia no Meandro, fez esta estátua". Alexandre era um nome completamente desconhecido, e sendo Antioquia no Meandro uma cidade fundada em 281 a.C., se o bloco realmente fosse da Vênus, isso definia uma origem helenística, uma escola então considerada decadente, e colocava por terra a esperança de que a obra fosse um produto dos escultores gregos mais prestigiados, os do período clássico. Levando-se em conta o estilo das letras usadas na inscrição, sua datação ficaria entre 150−50 a.C. O conde Louis de Forbin, diretor do Louvre, frustrado com este resultado, alegou que o bloco era um acréscimo tardio e não fazia parte do conjunto original, decidindo que ele não precisava ser reintegrado. Desde então este fragmento desapareceu sem deixar traço, e sua existência só se tornou conhecida fora dos círculos oficiais porque o pintor Jacques-Louis David, sabendo da aquisição, enviou um de seus estudantes, Auguste Debay, para fazer um desenho da obra, que sobreviveu.
De início a ideia do conservador-chefe do museu, Bernard Lange, era restaurar a obra integralmente, recriando todas as partes que faltavam, prática comum na época, mas como a posição dos braços não podia ser determinada com segurança, resolveu-se fazer um restauro apenas ligeiro na ponta do nariz, no lábio inferior, no dedão do pé direito e em algumas dobras do manto, acrescentando-se também o pé esquerdo e uma base retangular para sustentá-lo.
Em maio de 1821 o museu anunciou oficialmente a exposição da Vênus de Milo como um produto da escola de Praxíteles, em um comunicado que teve o aval de Quatremère, persuadido por Forbin a autenticar a obra. Não demorou para que Clarac, que havia defendido sua origem helenística e por isso fora excluído das decisões, levantasse uma polêmica pública sobre a identificação da estátua, e dizendo que o restauro fora feito às pressas e de forma clandestina. Na capa do panfleto que fez circular estava o desenho do aluno de David. Ocorre que a reputação de Clarac como erudito não era muito sólida na França, mas seus argumentos foram rapidamente aceitos pelos alemães, criando-se um debate internacional. Além de Clarac, Charles Lenormant, Adolf Furtwängler e outros peritos do século XIX denunciaram o desaparecimento do bloco como o conveniente resultado do desejo político de eliminar a prova da autoria helenística.
As discussões sobre sua origem só amainaram quando Furtwängler publicou em 1893 sua influente coletânea de ensaios Meisterwerke der Griechischen Plastik, dedicando um capítulo à Vênus e atribuindo-a à escola helenística com base na inscrição, embora no julgamento do seu valor estético se revelasse influenciado pelos preconceitos que ainda pairavam sobre o período. Hoje há um consenso de que a obra de fato é uma criação helenística com base em suas características de estilo, e embora ainda restem algumas dúvidas, vários autores destacados aceitam que o famoso bloco desaparecido fizesse de fato parte da obra, reforçando o consenso, como Brunilde Ridgway, Jerome Pollitt, Fred Kleiner e Ian Chilvers, editor do Oxford Dictionary of Art.
Como é típico da arte do helenismo, a Vênus de Milo é uma obra estilisticamente eclética, pois os artistas do período apreciavam recuperar, em combinações novas, elementos de estilos mais antigos como sinal de erudição e como prova de maestria técnica. Ivan Zoltovskij identificou que suas proporções seguem a seção áurea, um cânone clássico por excelência, enquanto que obras helenísticas usualmente possuem formas mais alongadas. O ar impassível de seu semblante e a harmonia dos traços da face são comuns ao século V a.C., do chamado Alto Classicismo, enquanto que o estilo do penteado e o delicado modelado do corpo apontam para o século IV a.C., do Baixo Classicismo. A sua postura geral com um movimento espiralado, os seios pequenos e o padrão das dobras do seu manto, por outro lado, concordam com as inovações formais introduzidas pelos escultores helenistas.
|                  |  |                                                                               |
| A Vênus de Cápua |  | Outro ângulo da Vênus de Milo, evidenciando a similitude com a Vênus de Cápua |

Isso não impede que a estátua possa ser, alternativamente, uma releitura helenística de um original clássico perdido. Ela parece pertencer a uma família iconográfica definida, composta por obras como a Vitória alada de Bréscia e a Vênus de Cápua. Algumas delas possuem os membros completos, o que também pode sugerir a configuração original da Vênus de Milo. Essas similaridades parecem apoiar a ideia de uma descendência clássica, sendo possivelmente uma Venus Victrix, que estaria se refletindo no escudo de Marte, que traria entre as mãos, simbolizando o cessamento da guerra através do amor. Seu pé esquerdo calcaria talvez um troféu de armas, ou um capacete. Também foi aventado que ela poderia ser uma derivação da Vênus de Cápua ou da Vênus de Cnido de Praxíteles.
O Museu do Louvre, onde ela se encontra, declina de indicar uma autoria definida e identifica-a como uma criação helenística do final do século II a.C. Seu autor pode ter sido ligado à escola de Rodes ou à de Pérgamo. Tampouco a identidade da deusa pôde ser estabelecida com segurança. Embora haja bons argumentos em favor de Vênus e esta identificação tenha se cristalizado, também foi sugerido que pode ser Anfitrite, uma deidade venerada em Milo, ou Diana ou uma Danaíde. O nicho onde ela foi encontrada é hoje reconhecido como parte de um antigo ginásio. Sobre o nicho havia uma outra inscrição, que da mesma forma se perdeu mas foi preservada em um desenho, celebrando a dedicação do edifício a Hermes e Hércules, tradicionais patronos dos atletas. As hermas encontradas com a Vênus corroboram essa identificação do local, e a presença de uma imagem de Vênus nesse contexto não era incomum, como atestam fontes literárias.

### Os braços

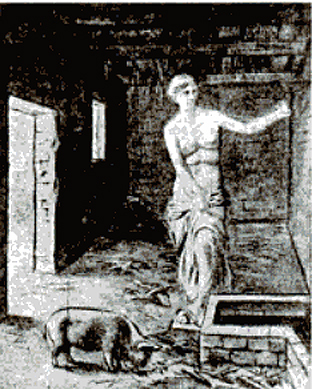
Desenho anônimo da Vênus de Milo realizado em 1820

A questão dos braços faltantes é igualmente confusa. Sobrevive um desenho anônimo da obra no estábulo de Kentrotas mostrando-a íntegra, Voutier fez outro registro visual e a mostrou separada em duas partes, sem os braços, e D'Urville disse que os braços estavam separados do corpo, embora claramente fizessem parte do conjunto. Uma versão da história derivada do relato de Marcellus diz que o padre teria sido intimado a devolver a relíquia, mas, recusando-se a fazê-lo, os franceses teriam recorrido ao uso da força, acabando por quebrar-lhe os membros. Preocupados em sair logo dali, uma vez capturada a estátua, não teriam voltado atrás para recuperar os fragmentos perdidos. Marcellus, contudo, não é considerado atualmente de todo fidedigno.
Por outro lado, Matterer disse que os braços achados não lhe pertenciam. Mais tarde retirou esta declaração, dizendo: "Quando eu vi a estátua.... o braço esquerdo estava unido ao torso e (a mão) segurava uma maçã acima do nível da cabeça". De qualquer forma, quando chegou em Paris já estava mutilada, mas outros fragmentos seguiram com ela, incluindo a mão com a maçã e parte do braço esquerdo. Lange, o Conservador do Louvre, declarou que certos padrões nas escoriações sofridas pela Vênus, que corriam pelo ombro esquerdo e se repetiam na mesma direção no dorso da mão, indicavam que esse fragmento originalmente fazia parte da obra.
Muitos anos depois, quando Adolphe Thiers assumiu a presidência da França, incumbiu seu embaixador na Grécia, Jules Ferry, de viajar a Milo a fim de colher a tradição local sobre a estátua. Ferry conseguiu localizar o filho e o sobrinho de Kentrotas, que descreveram com detalhe a postura da Vênus, dizendo que ela ao ser encontrada ainda tinha ambos os braços. O Louvre atualmente declara que os polêmicos braços originais jamais foram encontrados, mas os demais fragmentos não restaurados, cuja pertença à estátua é disputada, estão preservados separadamente no mesmo museu.

## Movimentações e restauros

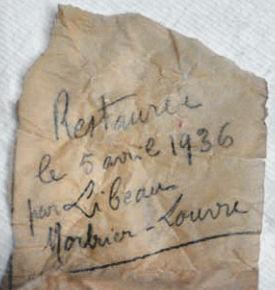
O bilhete encontrado na Vênus no restauro de 2009-2010

Em exibição permanente numa sala especial da Ala Sully do Museu do Louvre, onde é visitada por multidões, a Vênus poucas vezes saiu de sua casa. Em 1862 foi levada para Londres para ser exposta com destaque no Palácio de Cristal, com grande sucesso de público. Durante a Guerra Franco-Prussiana (1870-1871), temendo saques e vandalismos, o então Curador das Esculturas do Louvre, Félix Ravaisson, escondeu-a em uma delegacia de polícia, junto com documentos, atrás de uma parede, que foi selada e disfarçada como alvenaria antiga. Depois da guerra a Vênus foi removida de seu esconderijo, mas constatou-se que a juntura das duas partes do torso havia sido danificada, com o importante efeito de alterar a postura da figura. Somente em 1883 sua posição original foi recomposta, aproveitando-se para remover parte dos restauros de Bernard Lange.
Durante as duas guerras mundiais a estátua foi removida do museu e escondida por razões de segurança, e em 1964 o governo francês a enviou para o Japão por ocasião dos Jogos Olímpicos como "Embaixadora da Grécia", parte de um projeto de divulgação cultural que, segundo Herman Lebovics, tinha também uma intenção de afirmação política. No transporte a estátua novamente sofreu danos em seus encaixes, sendo restaurada no Japão por especialistas do Louvre, e desde então não foi mais removida do museu.
Entre 2009 e 2010 passou por outras intervenções reparadoras. Foi limpa da poeira que se acumulara e removeram-se os acréscimos em gesso de Lange que ainda dissimulavam pequenos danos superficiais e as fendas entre as peças de mármore de que é feita. Mas foi decidido manter alguns dos restauros do antigo perito que ainda permaneciam, como o nariz, a fim de conservar o aspecto pela qual ela se tornou mais conhecida. Durante os trabalhos, descobriu-se que ela havia passado por um restauro na Antiguidade e por outro no século XX, este não documentado oficialmente, mas atestado por um bilhete encontrado em uma fresta junto ao seu seio direito e oculto por gesso, que dizia: "Restaurada em 5 de abril de 1936 por Libeau, marmorista - Louvre".

## Fama

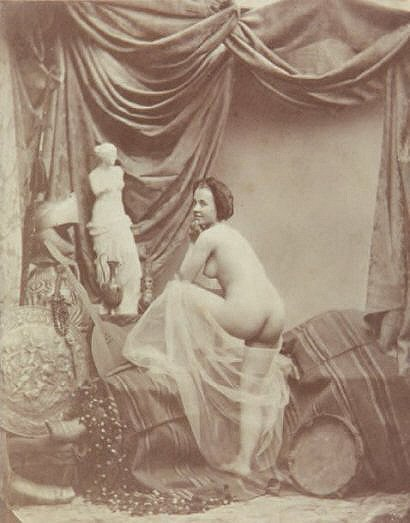
Bruno Braquehais: Étude de nu à la Vénus de Milo, Mademoiselle Hamély, 1853

Não se conhece a fama da Vênus na Antiguidade, mas a ocorrência de outros exemplares com algumas variações em sua tipologia indica que o modelo básico era popular. Ela apresenta em sua superfície inúmeras mutilações que aparentemente foram provocadas por golpes violentos, e Carus supõe que após o surgimento do cristianismo ela deve ter sido objeto da fúria de uma multidão que tentou destruir o ídolo pagão.
Desde que foi novamente exposta, com a ajuda da propaganda governamental francesa a estátua se tornou imediatamente notória, obscurecendo a Vênus de' Medici, até então a mais estimada representação feminina da Antiguidade. Foi copiada várias vezes e começaram a aparecer estudos especializados. Durante o romantismo, foi uma das poucas obras da Antiguidade que escaparam da crítica negativa, mas parece que ela não chegou a suplantar a fama de outras obras de sujeitos masculinos, ainda que continuasse a ser estudada assiduamente por jovens escultores. Mas para os classicistas ela se tornou um cavalo de batalha, e artistas como Leconte de Lisle e Pierre Puvis de Chavannes escreveram elogios ou a tomaram como tema para releituras. Em meados do século XIX já era um verdadeiro ícone popular, sua fama adquiria contornos internacionais e se tornava um objeto ideal do desejo masculino. Walter Pater, escrevendo nesta época, foi um dos primeiros a exaltar sua incompletude como parte de sua força expressiva, e de acordo com Elizabeth Prettejohn a Vênus contribuiu de forma significativa para a formação do gosto moderno pelo fragmento e pelas obras desgastadas pelo tempo.
Para os ingleses ela se tornou tão estimada quanto os Mármores de Elgin. Samuel Phillips declarou que ela era a mais perfeita combinação de majestade e beleza em forma feminina, Nathaniel Hawthorne a louvou como "uma daquelas luzes que brilham no caminho de um homem", e uma cópia em gesso foi adquirida pelo Museu Britânico com o objetivo expresso de servir como modelo para estudantes de arte. O pintor James Whistler manteve por toda a vida uma cópia em seu estúdio para lembrá-lo das formas femininas ideais enquanto ele trabalhava com modelo vivo. Na década de 1870 florescia a moda do espartilho, mas para os críticos deste aparato de beleza feminino, ele causava deformidade no corpo das mulheres, e a Vênus era regularmente citada como um modelo de beleza natural. Ela via sua popularidade aumentar, sendo particularmente venerada pelos simbolistas como a corporificação da beleza celeste, mas começando também a ser motivo de piadas e interpretações subversivas de seu status de ícone cultural.

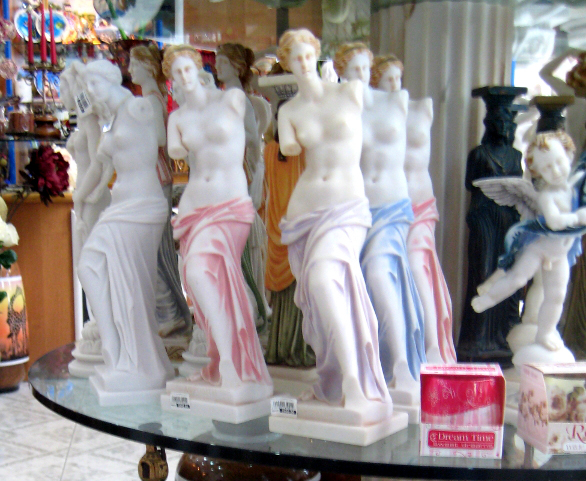
Reproduções em série da Vênus de Milo para consumo turístico

Pouco mais adiante expoentes do modernismo, como Salvador Dalí, René Magritte e Marcel Duchamp, criaram releituras da estátua, e outros na época a viam como "uma bagagem desnecessária para a modernidade", como descreveu Malevich. Renoir a desprezou dizendo que parecia "um grande gendarme". Indiferente às críticas, sua presença se ampliava; seu perfil se tornava um ideal para a educação física feminina, sua pose inspirava atrizes nos teatros e modelos de fotografias pornográficas, e sua imagem era associada à publicidade de numerosos produtos comerciais. A rainha Guilhermina dos Países Baixos ordenou ao escultor Karl Bitter que realizasse uma cópia da Vênus para que a inspirasse nos momentos em que deveria tomar decisões de Estado, mas exigiu que sua versão tivesse braços.
Nomes das vanguardas recentes como Yves Klein e Niki de Saint Phalle também se dedicaram à Vênus em trabalhos de releitura, e neste sentido, segundo Dalia Judovitz, ela é uma das obras mais reinterpretadas da história. Hoje sua figura tem uma circulação mundial; já apareceu, em variadas abordagens, em filmes, documentários, romances, poesias, revistas infantis, em reproduções em duas e três dimensões de todos os tamanhos e nos materiais dos mais nobres aos mais vulgares, tem sido objeto de numerosos estudos acadêmicos, sendo também um popular souvenir turístico. Sua fortuna entre o grande público e os estudiosos tem sido excepcionalmente favorável, só se comparando à da Mona Lisa, e a ausência dos seus braços continua sendo apontada como um dos fatores principais do fascínio que exerce. Segundo o Oxford Companion to the Body, é possivelmente a estátua mais celebrada na história do nu artístico, o Concise Oxford Dictionary of Art and Artists a refere como a mais conhecida de todas as estátuas antigas e Gregory Curtis, escrevendo para o Smithsonian Magazine, a descreveu como a segunda mais famosa obra de arte de todo o mundo, ficando atrás somente da Mona Lisa.